# Federaal Departement van Buitenlandse Zaken
Het Federaal Departement van Buitenlandse Zaken (Duits: Eidgenössischen Departements für auswärtige Angelegenheiten (EDA), Frans: Département fédéral des affaires étrangères (DFAE), Italiaans: Dipartimento federale degli affari esteri (DFAE))  is een van de zeven federale departementen in Zwitserland.
Het huidige hoofd van het Federaal Departement van Buitenlandse Zaken is Bondsraadlid Ignazio Cassis.

## Benaming
Sinds de oprichting van het departement in 1848 kende het volgende benamingen:
| Periode    | Benaming                           |
| ---------- | ---------------------------------- |
| 1848-1887  | Departement van Politieke Zaken    |
| 1888-1895  | Departement van Buitenlandse Zaken |
| 1896-1879  | Departement van Politieke Zaken    |
| 1979-heden | Departement van Buitenlandse Zaken |

## Departementshoofden
De volgende leden van de Bondsraad waren hoofd van het Federaal Departement van Buitenlandse Zaken:
| Periode    | Hoofd                        |
| ---------- | ---------------------------- |
| 1848-1849  | Jonas Furrer                 |
| 1850       | Daniel-Henri Druey           |
| 1851       | Martin J. Munziger           |
| 1852       | Jonas Furrer                 |
| 1853       | Wilhelm Matthias Naeff       |
| 1854       | Friedrich Frey-Herosé        |
| 1855       | Jonas Furrer                 |
| 1856       | Jakob Stämpfli               |
| 1857       | Constant Fornerod            |
| 1858       | Jonas Furrer                 |
| 1859       | Jakob Stämpfli               |
| 1860       | Friedrich Frey-Herosé        |
| 1861       | Melchior Josef Martin Knüsel |
| 1862       | Jakob Stämpfli               |
| 1863       | Constant Fornerod            |
| 1864       | Jakob Dubs                   |
| 1865       | Karl Schenk                  |
| 1866       | Melchior Josef Martin Knüsel |
| 1867       | Constant Fornerod            |
| 1868       | Jakob Dubs                   |
| 1869       | Emil Welti                   |
| 1870       | Jakob Dubs                   |
| 1871       | Karl Schenk                  |
| 1872       | Emil Welti                   |
| 1873       | Paul Cérésole                |
| 1874       | Karl Schenk                  |
| 1875       | Johann Jakob Scherer         |
| 1876       | Emil Welti                   |
| 1877       | Joachim Heer                 |
| 1878       | Karl Schenk                  |
| 1879       | Bernhard Hammer              |
| 1880       | Emil Welti                   |
| 1881       | Numa Droz                    |
| 1882       | Simeon Bavier                |
| 1883       | Antoine Louis John Ruchonnet |
| 1884       | Emil Welti                   |
| 1885       | Karl Schenk                  |
| 1886       | Adolf Deucher                |
| 1887-1892  | Numa Droz                    |
| 1893-1895  | Adrien Lachenal              |
| 1896       | Adrien Lachenal              |
| 1897       | Adolf Deucher                |
| 1898       | Eugène Ruffy                 |
| 1899       | Eduard Müller                |
| 1900       | Walter Hauser                |
| 1901       | Ernst Brenner                |
| 1902       | Joseph Zemp                  |
| 1903       | Adolf Deucher                |
| 1904       | Robert Comtesse              |
| 1905       | Marc-Emile Ruchet            |
| 1906       | Ludwig Forrer                |
| 1907       | Eduard Müller                |
| 1908       | Ernst Brenner                |
| 1909       | Adolf Deucher                |
| 1910       | Robert Comtesse              |
| 1911       | Marc-Emile Ruchet            |
| 1912       | Ludwig Forrer                |
| 1913       | Eduard Müller                |
| 1914-1917  | Arthur Hoffmann              |
| 1917       | Gustave Ador                 |
| 1918-1919  | Felix-Louis Calonder         |
| 1920-1940  | Giuseppe Motta               |
| 1940-1944  | Marcel Pilet-Golaz           |
| 1945-1961  | Max Petitpierre              |
| 1961-1965  | Friedrich Traugott Wahlen    |
| 1966-1970  | Willy Spühler                |
| 1970-1978  | Pierre Graber                |
| 1978-1987  | Pierre Aubert                |
| 1988-1993  | René Felber                  |
| 1994-1999  | Flavio Cotti                 |
| 1999-2002  | Joseph Deiss                 |
| 2003-2012  | Micheline Calmy-Rey          |
| 2012-2017  | Didier Burkhalter            |
| 2017-heden | Ignazio Cassis               |

Binnenlandse Zaken · Buitenlandse Zaken · Defensie, Volksverdediging en Sport · Economische Zaken, Vorming en Onderzoek · Financiën · Justitie en Politie · Milieu, Verkeer, Energie en Communicatie